# Fredrik Ljungström
Fredrik Ljungström (Estocolmo, 16 de junho de 1875 — Estocolmo, 18 de fevereiro de 1964) foi um engenheiro e industrial sueco.

## Carreira
Considerado um dos maiores inventores da Suécia, Fredrik Ljungström responsável por centenas de patentes sozinho e em colaboração com seu irmão Birger Ljungström (1872-1948): transmissões automáticas para veículos, a turbinas de vapor, pré-aquecedores de ar, e outras. Ele foi cofundador de empresas como The New Cycle Company, Ljungström Steam Turbine Co.e Ljungström Swedish Turbine Manufacturing Co. (STAL), e associado a outros industriais como Alfred Nobel, Helge Palmcrantz, Gustaf de Laval, Curt Nicolin e Gustaf Dalén. Por mais inovadoras que suas ideias estivessem em função, elas também frequentemente resultaram em termos de design externo não convencional, como suas locomotivas de turbina a vapor e veleiros.

Durante a escassez de recursos da Segunda Guerra Mundial, a tecnologia inovadora de Fredrik Ljungström para gaseificação subterrânea de xisto betuminoso por energia elétrica, chamada de método Ljungström, proporcionou um impacto estratégico para as Forças Armadas suecas. Além disso, a tecnologia de Ljungström contribuiu para o primeiro motor a jato sueco, torpedos e muito mais.

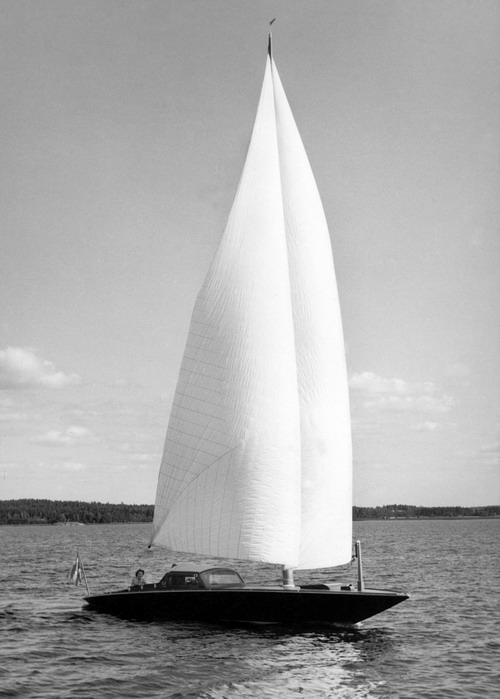
Veleiro Ljungström, 1950. USPTO No. 2107303 (fabricado em 8 de fevereiro de 1938).

Com o pré-aquecedor de ar de Fredrik Ljungström implementado em um grande número de centrais elétricas modernas ao redor do mundo até hoje, com economia de combustível atribuída em todo o mundo estimada em 4,96 milhões de toneladas de óleo, "poucas invenções tiveram tanto sucesso em economizar combustível quanto o pré-aquecedor de ar Ljungström". Em 1995, o pré-aquecedor de ar Ljungström foi distinguido como o 44º marco histórico internacional da engenharia mecânica pela American Society of Mechanical Engineers. Suas obras são representadas pelo Museu Nacional Sueco de Ciência e Tecnologia, o Museu Nórdico e o Museu Ferroviário Sueco, bem como internacionalmente como pelo Museu da Ciência em Londres, Inglaterra e pelo Museu Nazionale Scienza e Tecnologia Leonardo da Vinci em Milão, Itália.

## Galeria de imagens

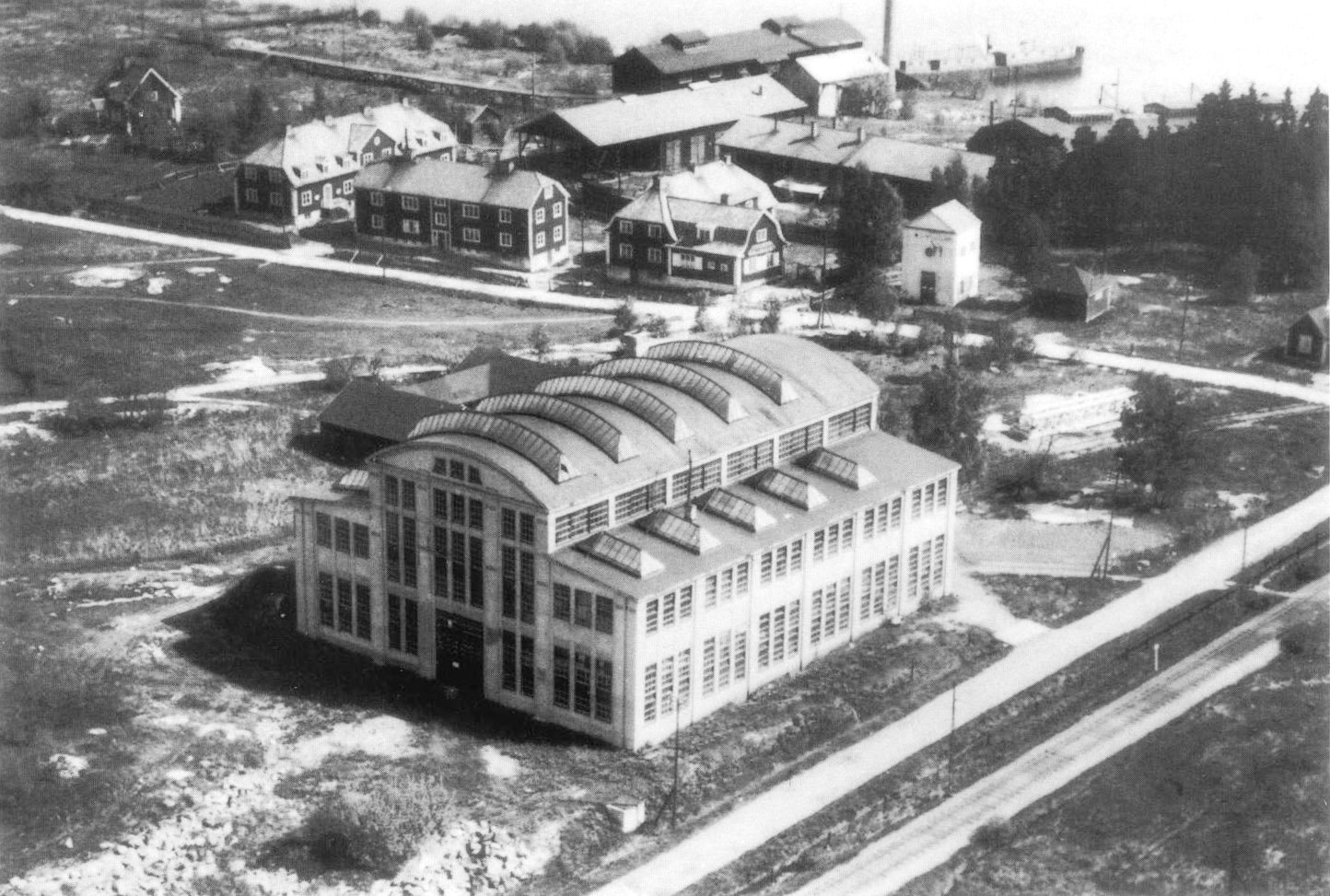
Oficina e fábrica de protótipo de locomotiva de turbina a vapor Ljungström em Gåshaga, Lidingö.
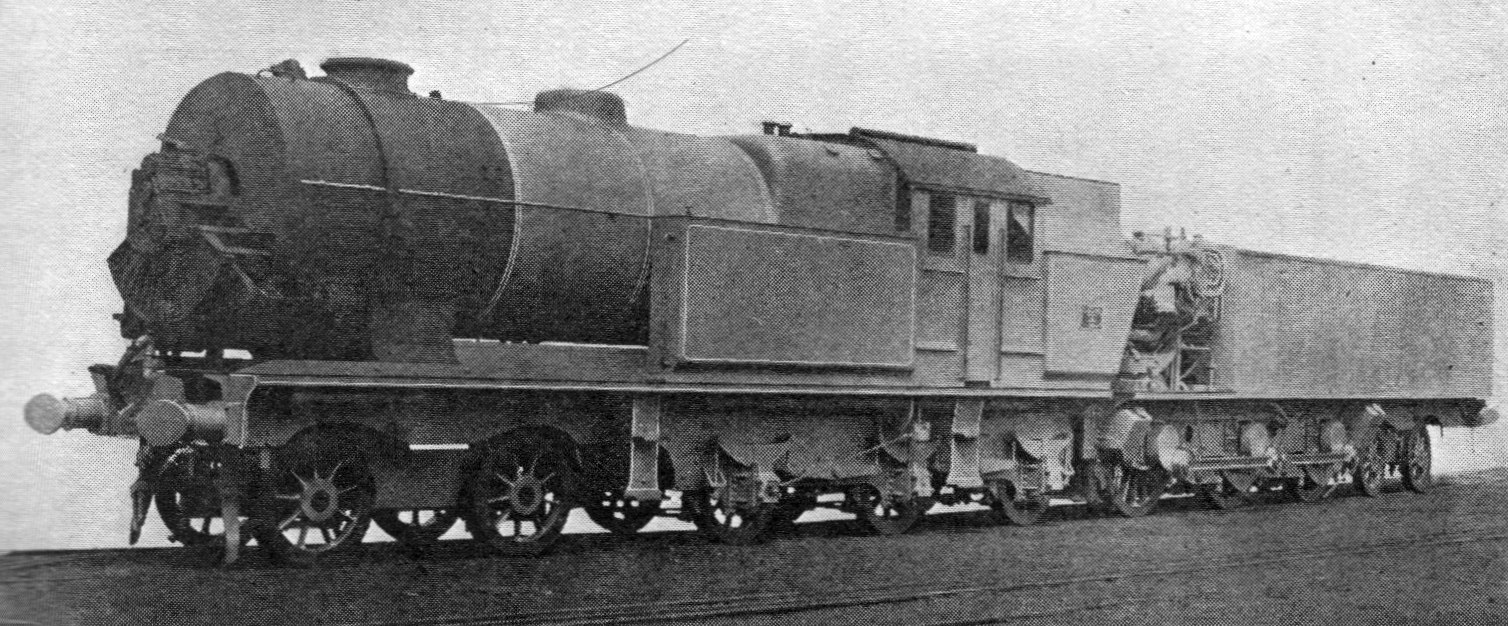
Locomotiva Ljungström do Livro das Maravilhas da Engenharia (1931).
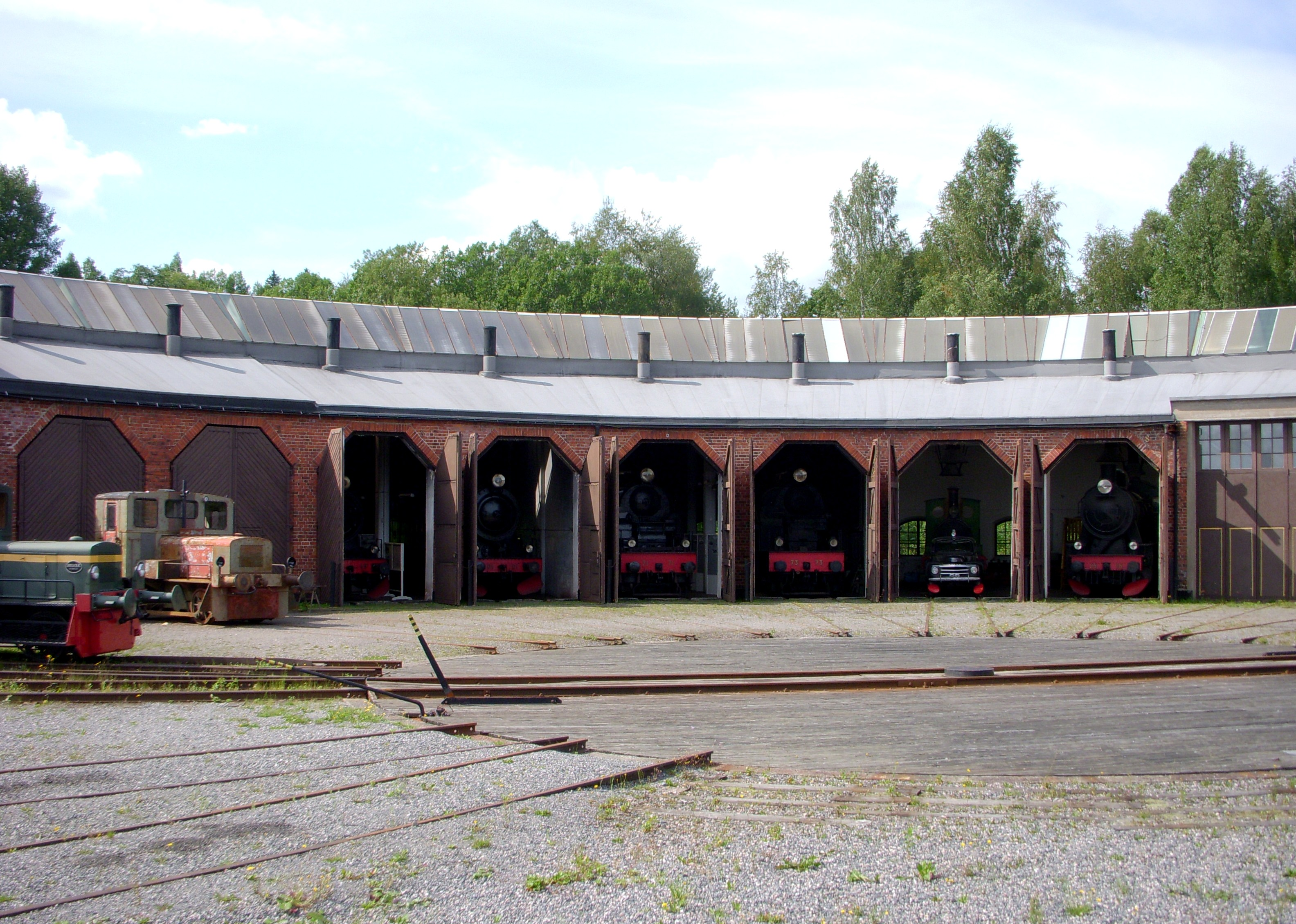
Locomotivas Ljungström estacionadas no Museu Ferroviário de Grängesberg.
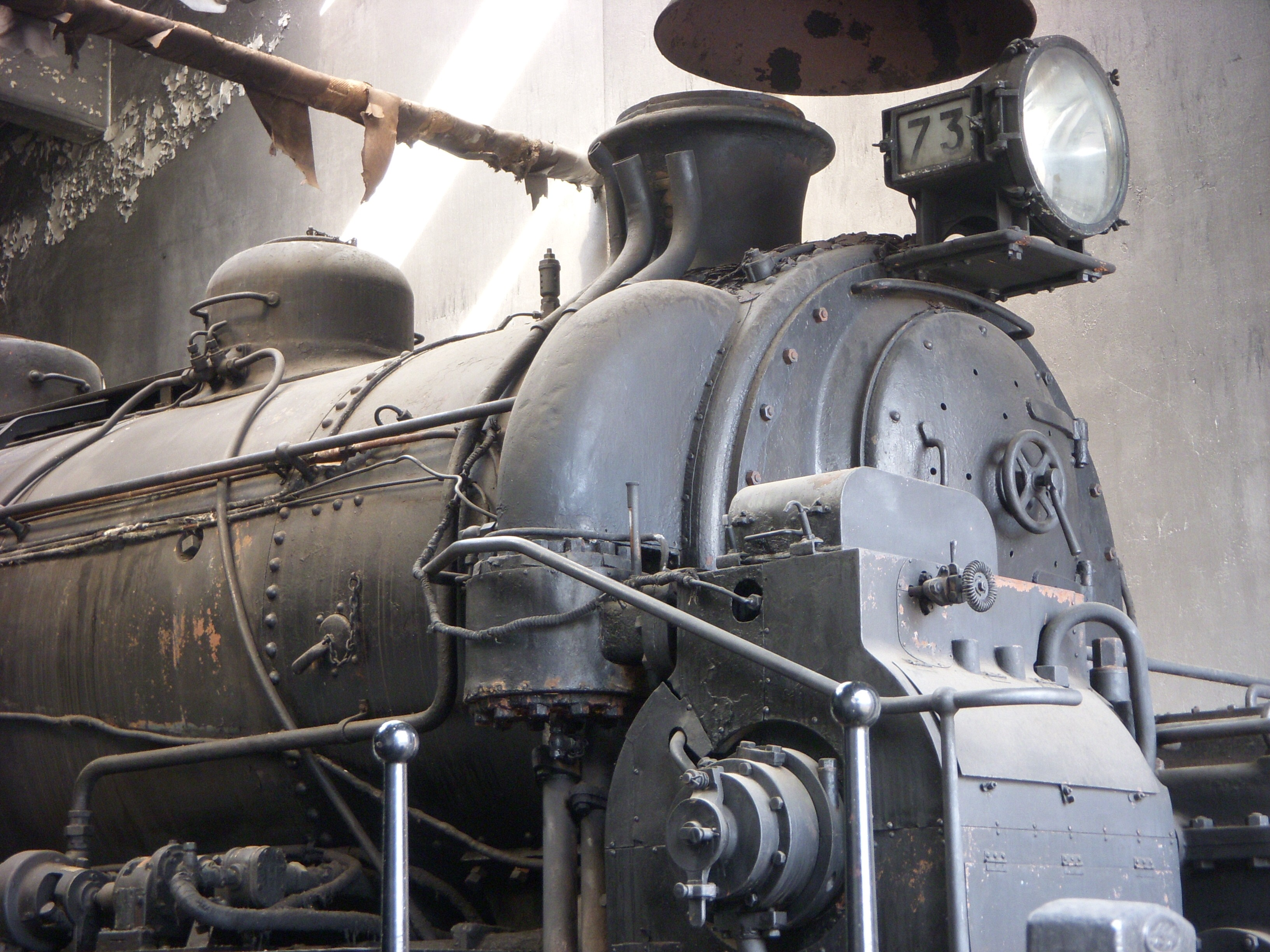
Locomotiva a turbina equipada com sistema Ljungström M3t nr 71 no Museu Ferroviário de Grängesberg.
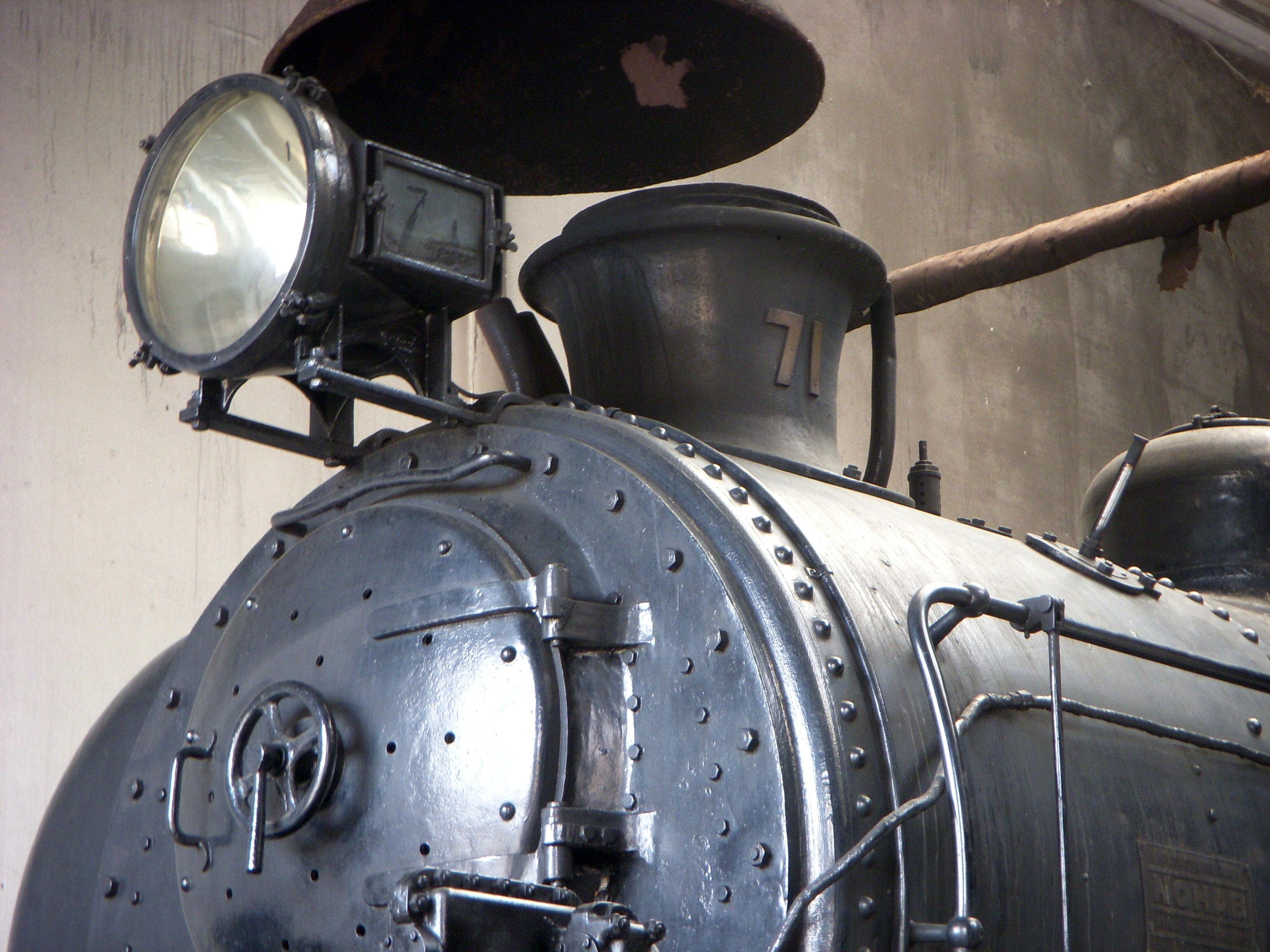
Detalhes no M3t nr 71
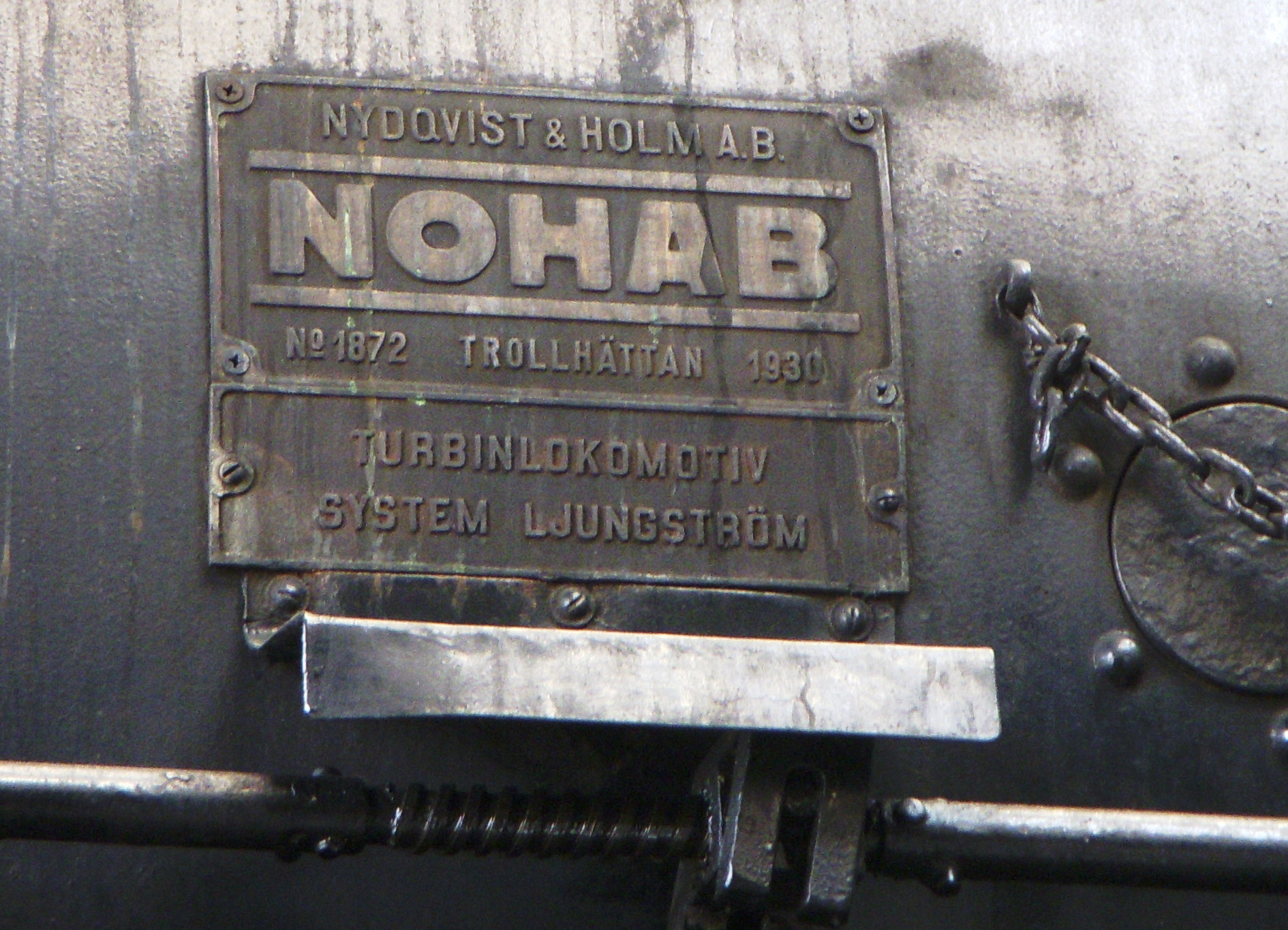
Detalhe: Turbinlokomotiv System Ljungström.
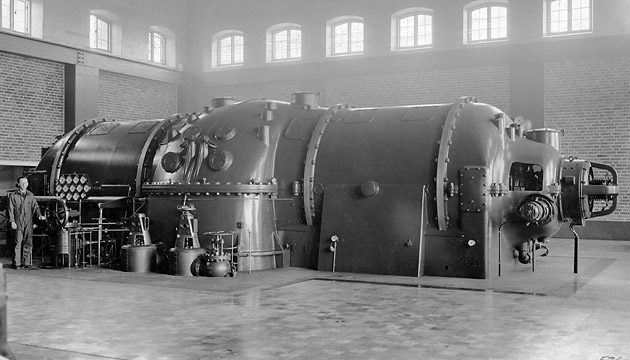
Gerador de turbina STAL (1932).
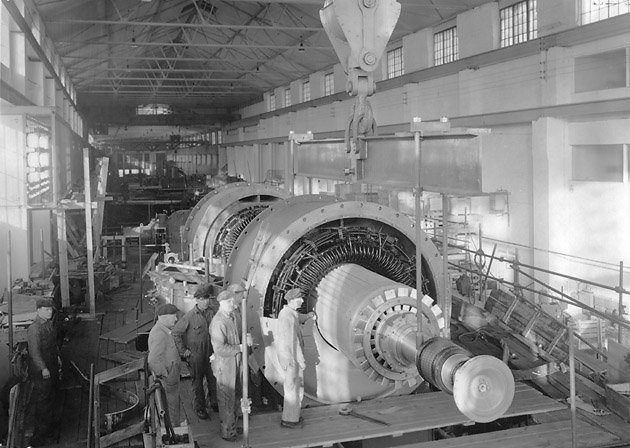
Gerador de turbina STAL (1947).
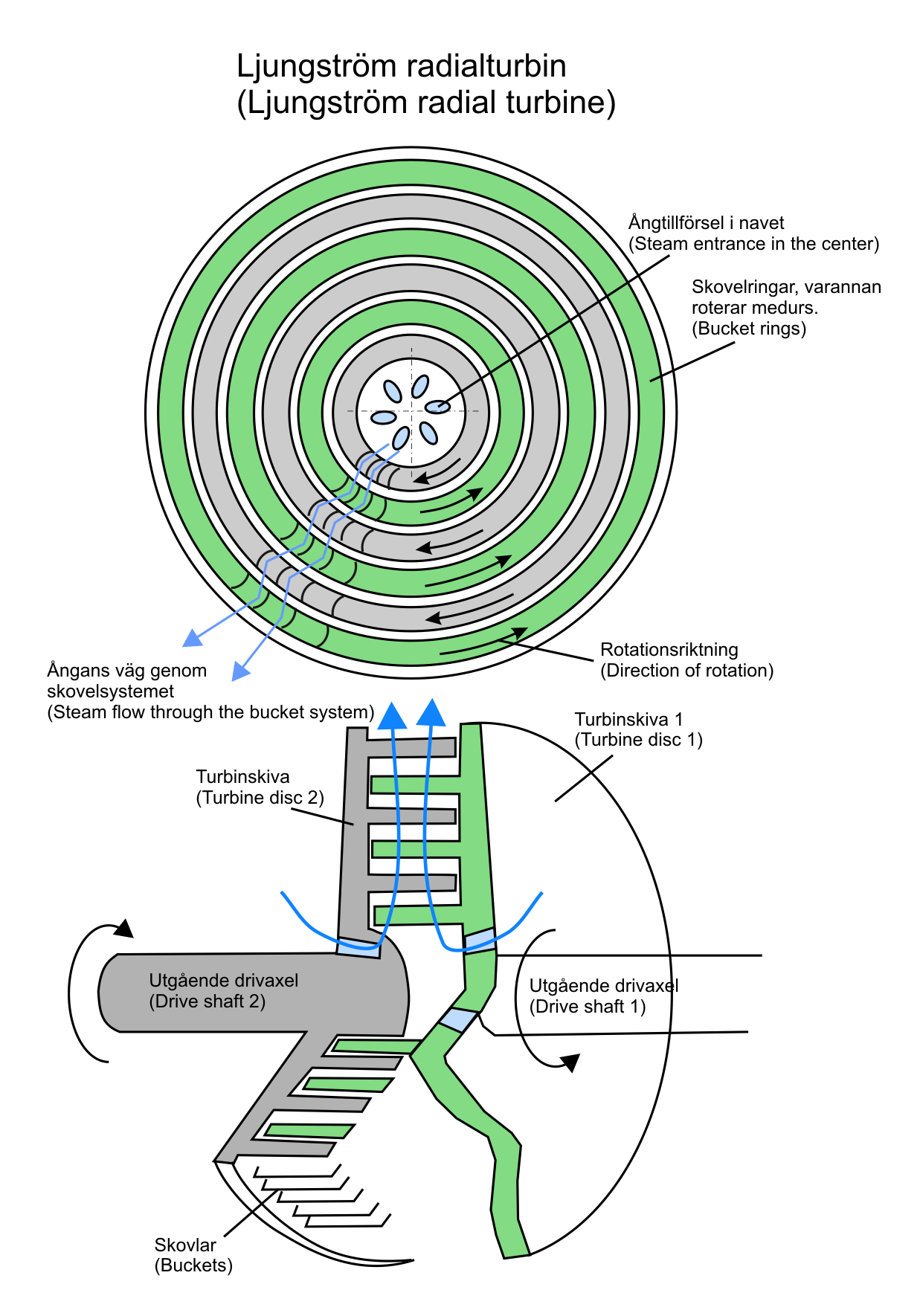
Turbina radial de Ljungström
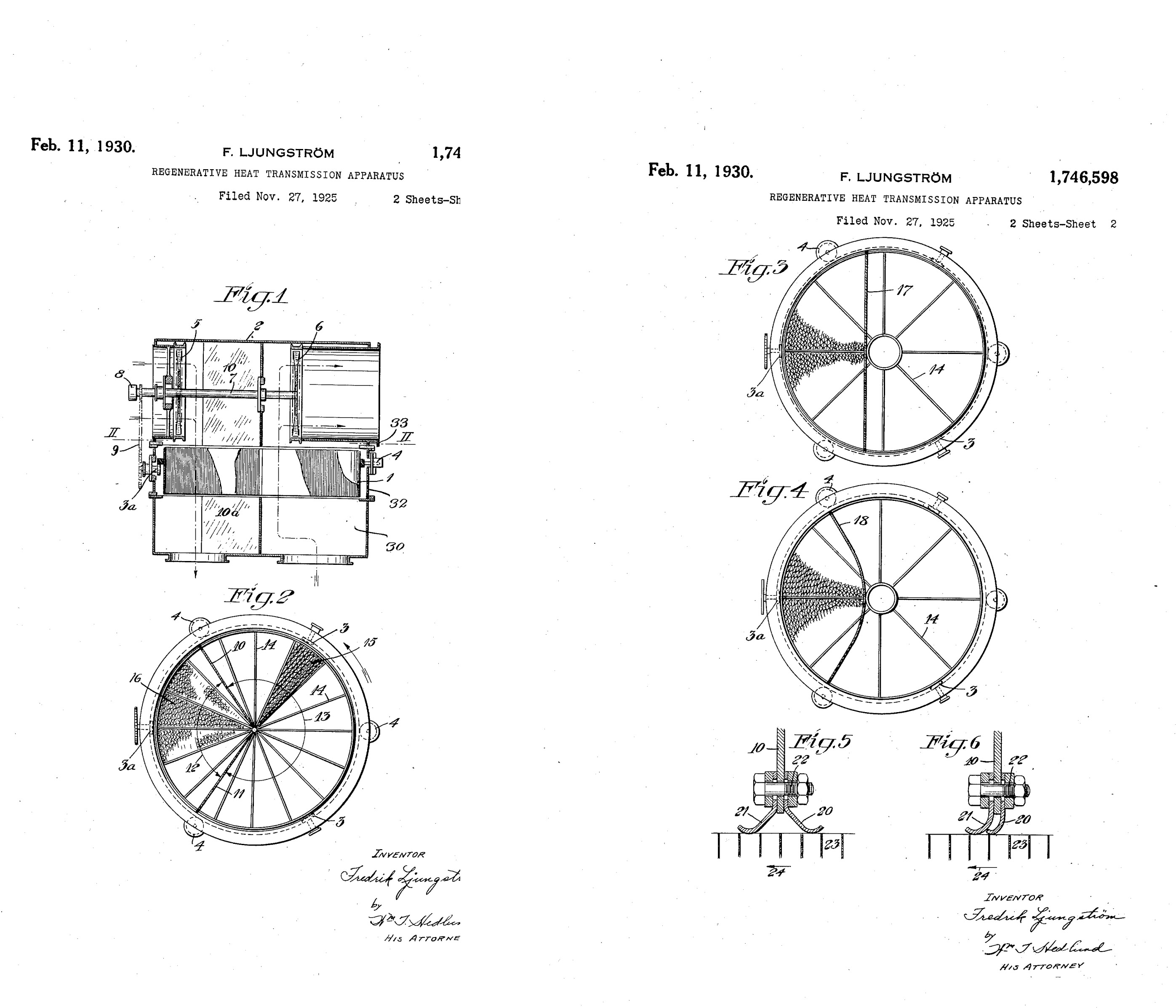
Desenhos de patentes principais para trocador de calor Ljungström, USPTO No. 1746598, 1930.
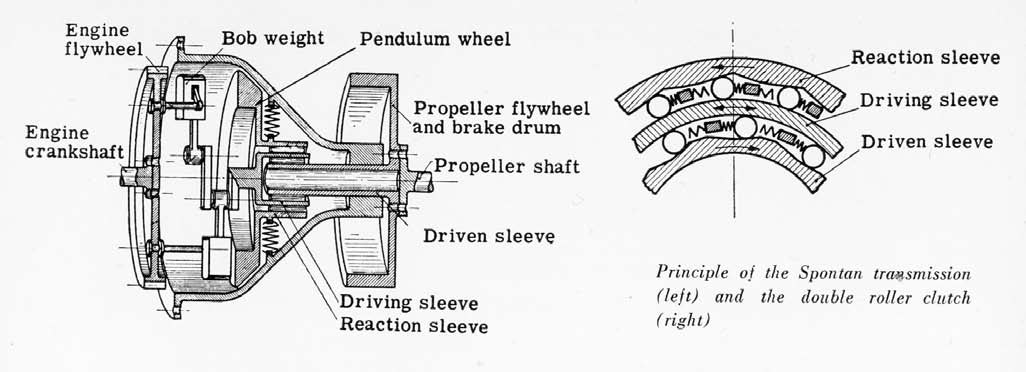
Sistema Ljungström Spontan Drive (1928).
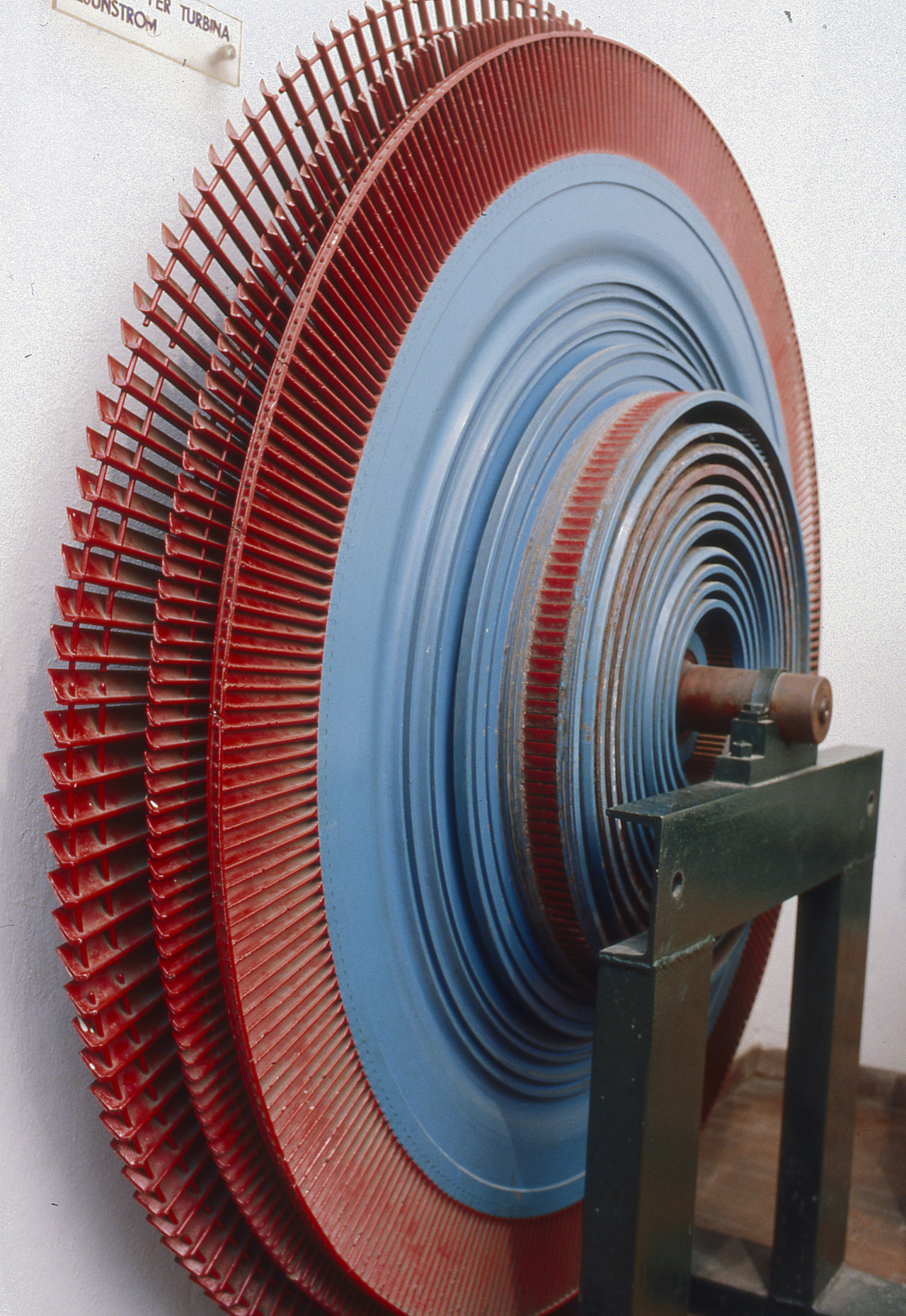
Impulsor radial da turbina Ljungström (1910-1957) no Museo Nazionale Scienza e Tecnologia Leonardo da Vinci, Milão, Itália.
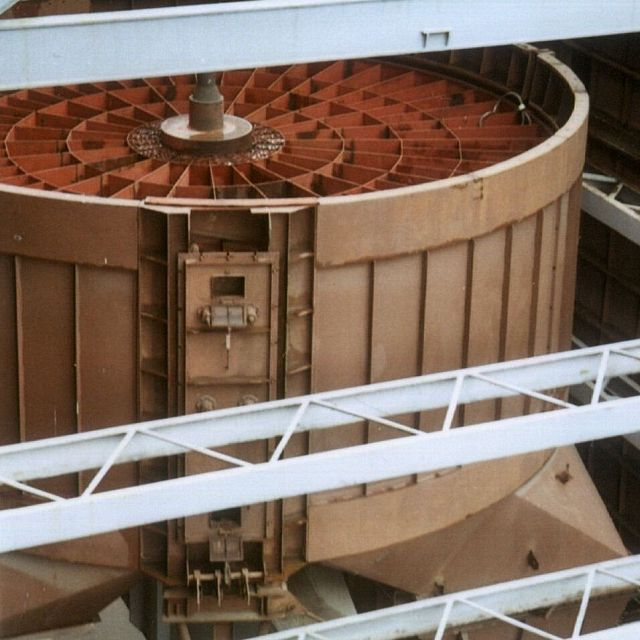
Pré-aquecedor de ar Ljungström em aplicação moderna (2010)